# Scopula chretieni
Scopula chretieni är en fjärilsart som beskrevs  1923 av William Barnes och Foster Hendrickson Benjamin. Arten ingår i släktet Scopula och familjen mätare. Inga underarter finns listade.